# Маттео Ріволта
Маттео Ріволта (італ. Matteo Rivolta, 16 листопада 1991) — італійський плавець.
Учасник Олімпійських Ігор 2012, 2016 років.
Чемпіон Європи з водних видів спорту 2012 року.
Чемпіон Європи з плавання на короткій воді 2015, 2017 років.